# Volkswagen Typ 4
Volkswagen Typ 4 – samochód osobowy klasy średniej produkowany przez niemiecką firmę Volkswagen w latach 1968 – 1974. Dostępny jako 2- i 4-drzwiowy fastback oraz 3-drzwiowe kombi. Do napędu używano silników B4 o pojemności 1,7 lub 1,8 litra. Moc przenoszona była na oś tylną poprzez 4-biegową manualną bądź 3-biegową automatyczną skrzynię biegów. Samochód został zastąpiony przez model Passat B1. Powstały dwie generacje Typu 4, 411 (1968–72) i 412 (1972–74). Przez sześć lat produkcji powstało 367 728 egzemplarzy Typu 4.
Samochód został zaprojektowany przez zespół pod kierownictwem Heinricha Nordhoffa, debiut przypadł na Międzynarodowy Salon Samochodowy w Paryżu w październiku 1968 roku. Samochody serii 411 były największymi wówczas modelami Volkswagena, oferowały także jego największe silniki – przy projektowaniu nadwozia brała udział Carozzeria Pininfarina. W modelu zastosowano charakterystyczny dla ówczesnych volkswagenów schemat, umieszczony za osią tylną chłodzony powietrzem silnik typu bokser napędzający koła tylne i rozkład masy przód/tył równy 45%/55%.
Był to pierwszy 4-drzwiowy sedan Volkswagena, cechował się nadwoziem samonośnym, zawieszeniem przednim ze sprężynami śrubowymi i kolumnami MacPhersona, tylnym zawieszeniem opartym na wahaczach oraz ręczną skrzynią biegów z hydraulicznie sterowanym sprzęgłem. Akumulator umieszczony był pod fotelem kierowcy (fotelem pasażera w wersjach dla krajów z ruchem lewostronnym). W modelu zastosowano standardowo całe szyby boczne – bez wywietrzników, co pozwalało na podróż bez przeciągów, lakier metalizowany bez dopłat, opony radialne, wykładzinę podłogową, zegarek, elektryczne podgrzewanie tylnej szyby, system wentylacji wnętrza oraz sterowany termostatem układ dodatkowego ogrzewania.

## 411
W momencie uruchomienia produkcji, model 411 napędzany był silnikiem o pojemności 1679 cm³ zasilanym dwoma gaźnikami. W 1969 wprowadzono do niego elektroniczny układ wtryskowy Bosch D-Jetronic, moc maksymalna wzrosła z 69 do 81 KM. Ten sam układ wtryskowy stosowano w Porsche 914, które trafiło do produkcji także w 1969 roku. Na rynku europejskim wersja z wtryskiem nosiła dodatkowe oznaczenie 'E' (od Einspritzung). Pojedyncze okrągłe przednie reflektory zastąpiono podwójnymi.

## 412
W sierpniu 1972 roku wprowadzono następcę, model 412. Zmodernizowane nadwozie zaprojektował Brooks Stevens. Dodano halogenowe światła przeciwmgielne, zmieniono także wygląd pasa przedniego i obwódek przednich reflektorów. W 1974 podniesiono pojemność skokową silnika do 1798 cm³, powrócono przy tym do dwóch gaźników w układzie zasilania, nazwę wersji 412LE zmieniono na 412LS.

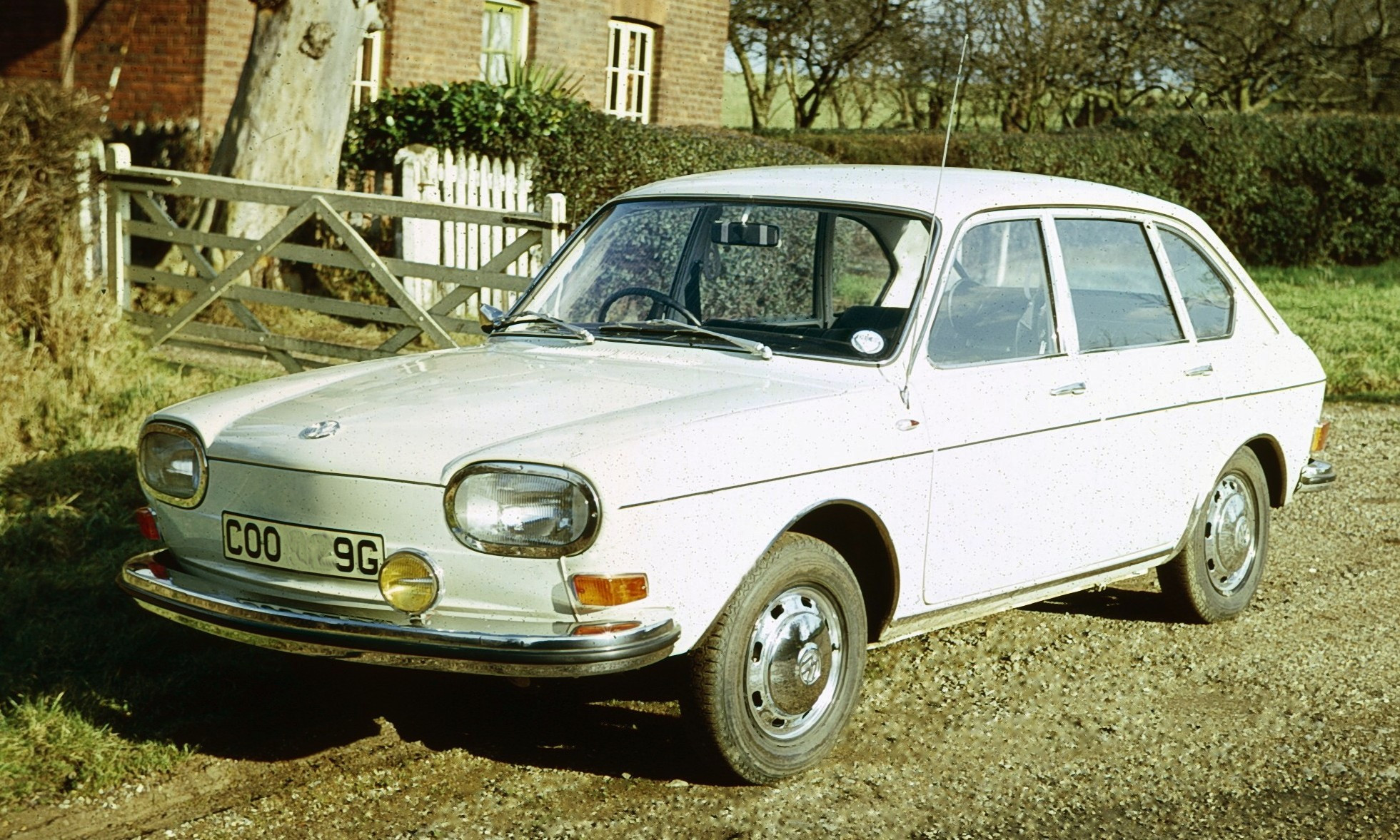
VW 411
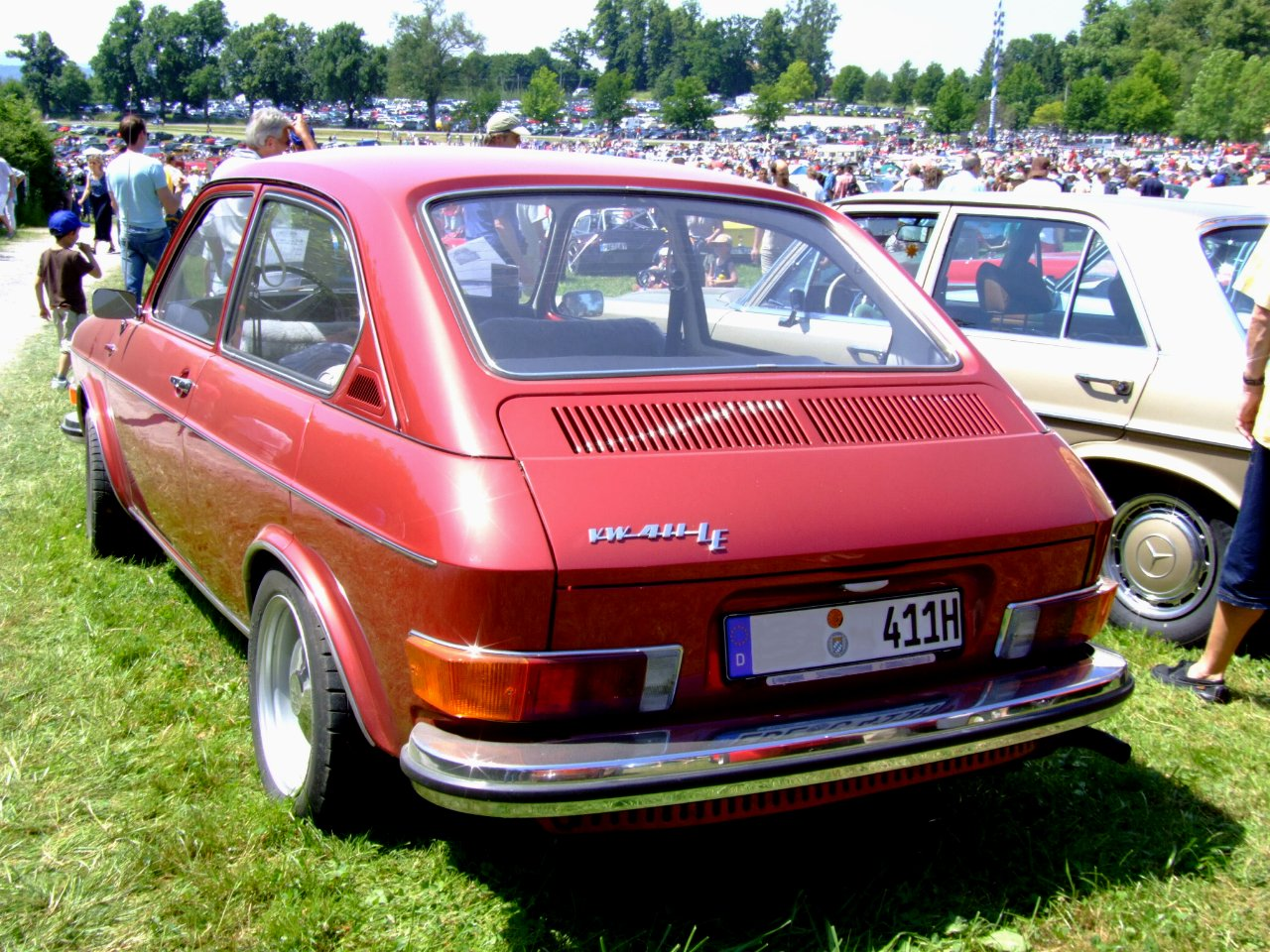
VW 411 LE
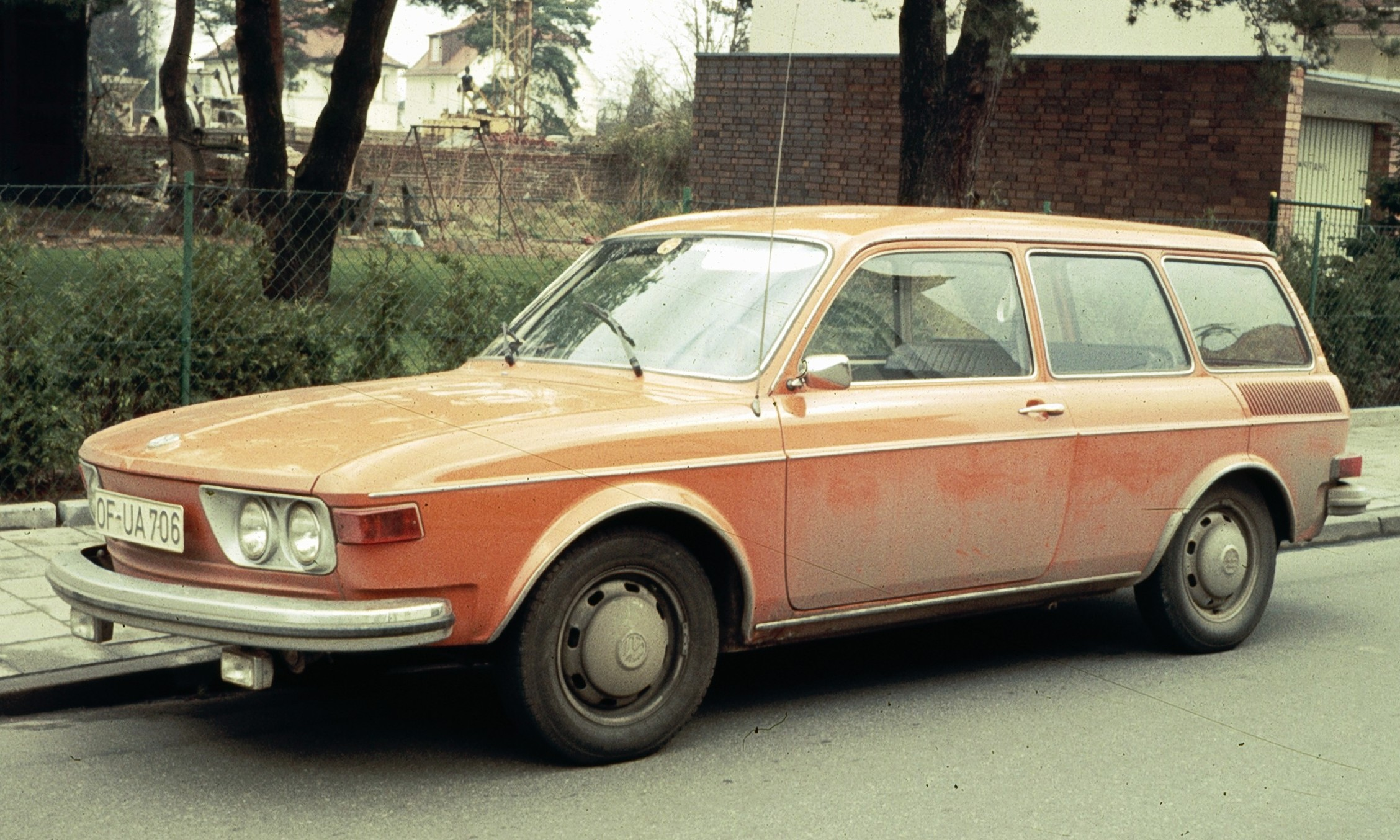
VW 412
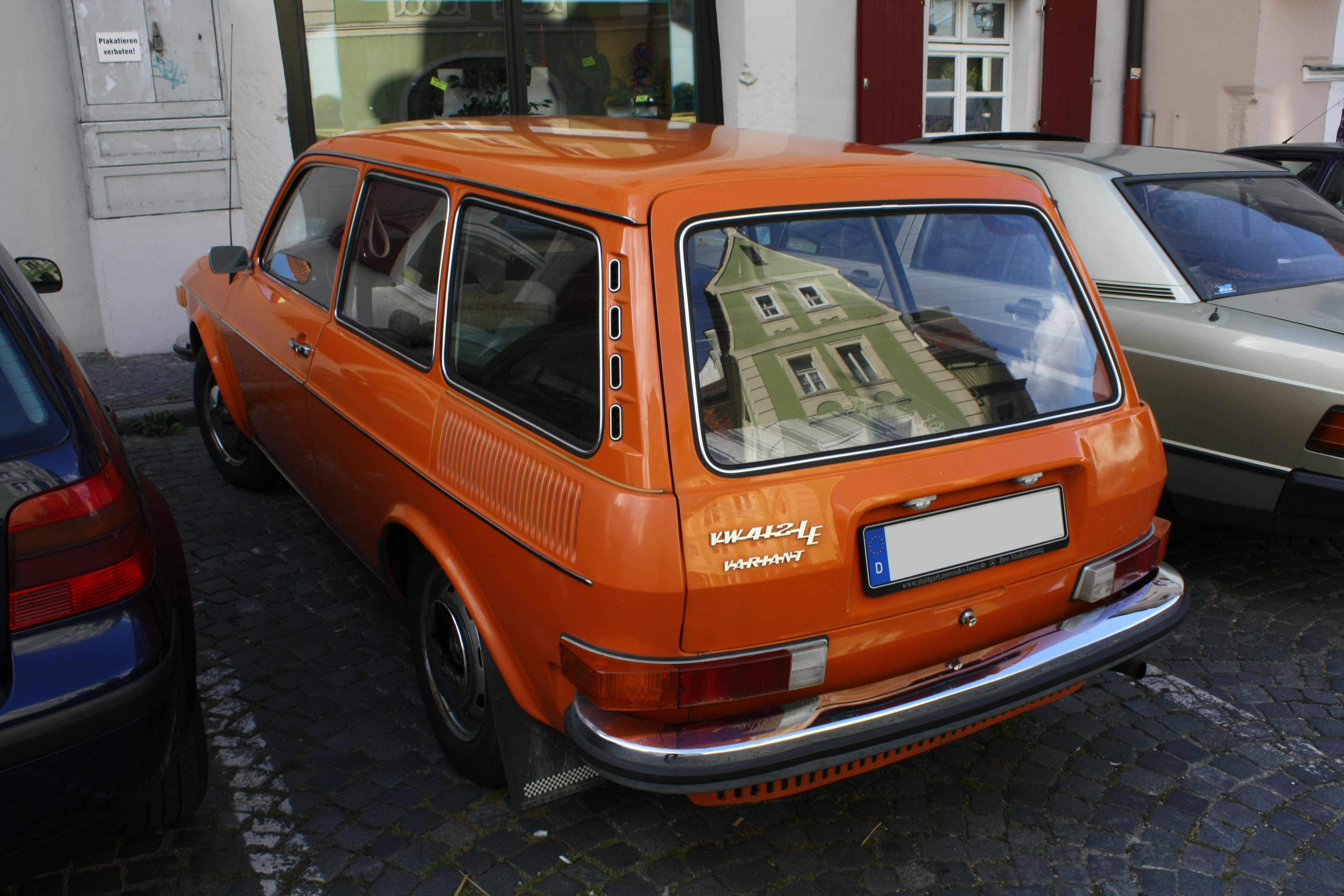
VW 412

## Dane techniczne
Dane producenta:
| Volkswagen 411 / 412                      | 411                                      | 411 E/ LE                                | 412 E/LE                                 | 412                                      | 412 S                                    |                    |
| ----------------------------------------- | ---------------------------------------- | ---------------------------------------- | ---------------------------------------- | ---------------------------------------- | ---------------------------------------- | ------------------ |
| Lata produkcji:                           | 1968–1969                                | 1969–1972                                | 1972–1973                                | 1973–1974                                | 1973–1974                                |                    |
| Silnik:                                   | czterosuwowy B4, montowany za tylną osią | czterosuwowy B4, montowany za tylną osią | czterosuwowy B4, montowany za tylną osią | czterosuwowy B4, montowany za tylną osią | czterosuwowy B4, montowany za tylną osią |                    |
| Pojemność skokowa:                        | 1679 cm³                                 | 1679 cm³                                 | 1679 cm³                                 | 1795 cm³                                 | 1795 cm³                                 |                    |
| Średnica cylindra x skok tłoka (mm):      | 90 × 66                                  | 90 × 66                                  | 90 × 66                                  | 93 × 66                                  | 93 x 66                                  |                    |
| Moc maksymalna przy obrotach:             | 69 KM (51 kW) przy 4500 obr./min         | 81 KM (60 kW) przy 4900 obr./min         | 81 KM (60 kW) przy 4900 obr./min         | 76 KM (56 kW) przy 5000 obr./min         | 86 KM (63 kW) przy 5000 obr./min         |                    |
| Maksymalna moment obrotowy przy obrotach: | 124 Nm przy 2800 obr./min                | 132 Nm przy 2700 obr./min                | 132 Nm przy 2700 obr./min                | 129 Nm przy 3400 obr./min                | 135 Nm przy 3400 obr./min                |                    |
| Stopień sprężana:                         | 7,8:1                                    | 8,2:1                                    | 8,2:1                                    | -                                        | -                                        |                    |
| Układ zasilania:                          | dwa gaźniki Solex 34 PDSIT               | wtrysk Bosch D-Jetronic                  | wtrysk Bosch D-Jetronic                  | dwa gaźniki Solex 40 PDSIT               | dwa gaźniki Solex 40 PDSIT               |                    |
| Układ chłodzenia:                         | silnik chłodzony powietrzem              | silnik chłodzony powietrzem              | silnik chłodzony powietrzem              | silnik chłodzony powietrzem              | silnik chłodzony powietrzem              |                    |
| Instalacja elektryczna:                   | 12 V                                     | 12 V                                     | 12 V                                     | 12 V                                     | 12 V                                     | 12 V               |
| Konstrukcja nadwozia:                     | nadwozie samonośne                       | nadwozie samonośne                       | nadwozie samonośne                       | nadwozie samonośne                       | nadwozie samonośne                       | nadwozie samonośne |
| Prędkość maksymalna:                      | 145 km/h 142 km/h (aut.)                 | 155 km/h 152 km/h (aut.)                 | 155 km/h 152 km/h (aut.)                 | 150 km/h 147 km/h (aut.)                 | 158 km/h 155 km/h (aut.)                 |                    |
| Przyspieszenie 0–100 km/h:                | 18,0 s 21,0 s (aut.)                     | 17,0 s 20,0 s (aut.)                     | 17,0 s 20,0 s (aut.)                     | 16,5 s 20,0 s (aut.)                     | 14,5 s 17,5 s (aut.)                     |                    |